# ファグ・ハグ

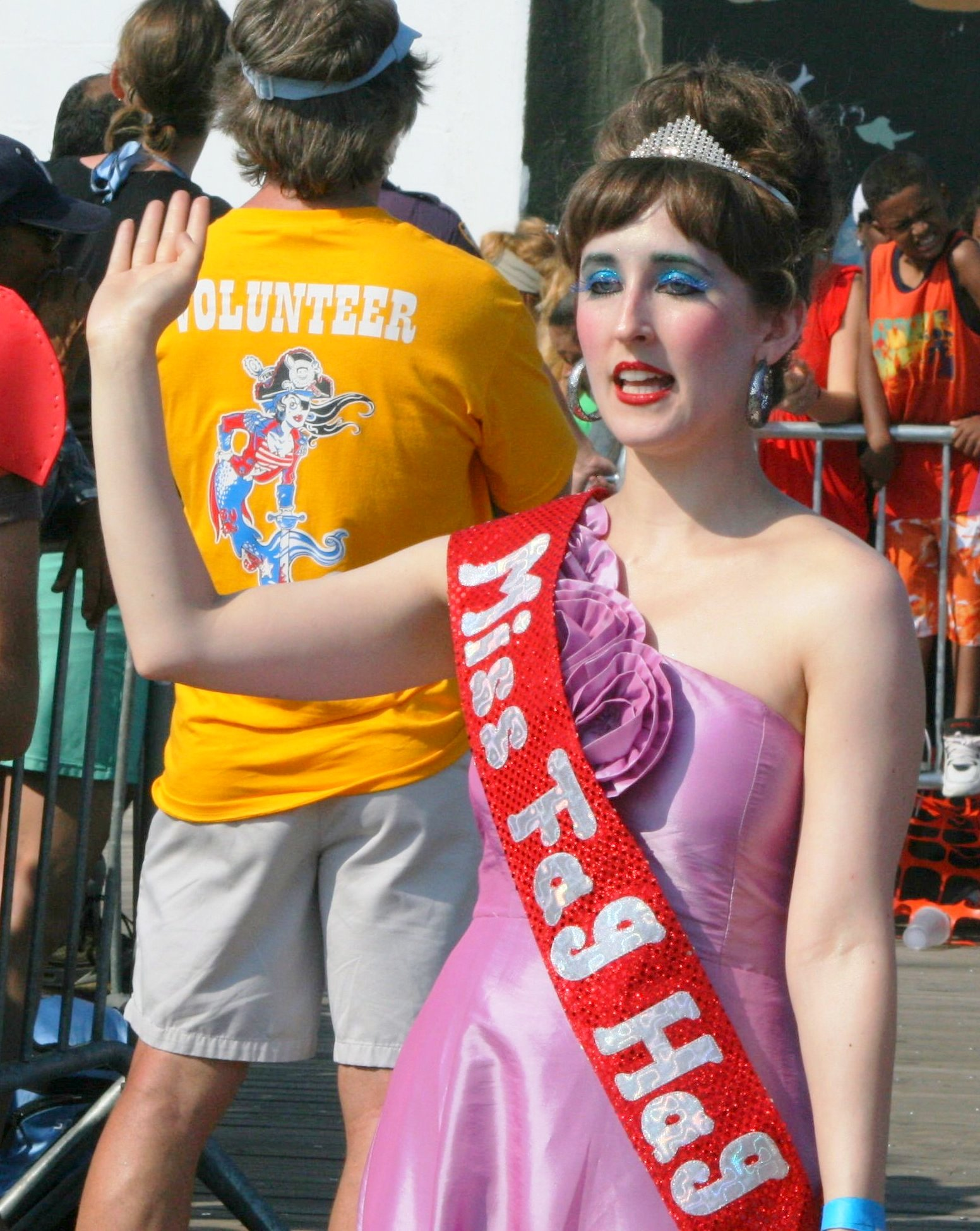
2010年のコニーアイランドのマーメイド・パレードに登場した「ミス・ファグ・ハグ」

ファグ・ハグ (Fag hag) は、アメリカ合衆国で生まれた英語のスラングの一つ。ゲイ（男性同性愛者）と殊更に親しい関係を持ちたがる女性、その中でも特に非同性愛者の女性のことを言う。 日本語で言うところの「おこげ」に相当。
ゲイを指す侮蔑的なスラングのひとつである「ファゴット」 (Faggot) を短縮した「ファグ」 (Fag) を含む言葉でありながらも、侮蔑的な意味合いは強くはなく、むしろ明るさを含んだ冗語として用いられることが多い。
英語のゲイ用語における同意語に、『フルート・フライ (fruit fly)』、『ホモ・ハニー (homo honey)』、『フルート・ループ (fruit loop)』、『フレイム・ダム (flame dame)』、『フェアリー・ゴッドマザー (fairy godmother)』 などがあり、これの男性版（ゲイと親しい関係を持ちたがる非同性愛者の男性）を指すスラングとして「ファグ・スタグ」 (Fag stag) というものがある。
パリス・ヒルトンの有名な発言に、「彼氏はいらない、ゲイの男友達が欲しい」 「ゲイの人たちは面白いし、オシャレだし、たいていは（ストレートの男性より）セクシーだしね」 「ホットでかっこいいオトコはみんなゲイなのよ」 などといったものがあるが、こうした発想・態度こそが、まさしくファグ・ハグと見做されるものである。しかし、ゲイ男性の全てがゲイに言い寄ってくる女性を必ずしも歓迎しているわけではない。不快感を催すゲイもおり、2011年にオーストラリアではゲイバーへの女性の入店を禁止することが認められた。その理由は異性愛女性客がゲイ男性をヘテロにしようとして誘い、不安に陥れるからというものだった。